# Comisión Administradora de los Fondos para el Auxilio de los Republicanos Españoles
La Comisión Administradora de los Fondos para el Auxilio de los Republicanos Españoles (CAFARE, 1943-1945) fue, al igual que la Junta de Auxilio a los Republicanos Españoles (JARE), una institución que administraba fondos y recursos para españoles en el exilio. Recibió los recursos de la JARE tras su desaparición a fines de 1942 por decreto presidencial.
La Comisión siguió con el apoyo que brindaba la JARE hacia los refugiados, centrada en especial sobre las personas menores de edad sin familia, estudiantes y físicamente imposibilitadas, sin dejar de lado a militares y políticos.
Los apoyos brindados por la CAFARE abarcaban desde escuelas hasta servicios médicos. En el caso particular de las escuelas se les llegaba a ofrecer incluso de manera gratuita a los hijos de padres indigentes.